# Castellà riuplatenc
El castellà riuplatenc (castellano rioplatense o español rioplatense) és una variant dialectal del castellà, parlada principalment a la regió del Riu de la Plata, en bona part de l'Argentina i l'Uruguai per, aproximadament, unes vint milions de persones. És significativa la influència del lunfardo en la composició del lèxic. Amb alguns localismes, és també el castellà parlat a la resta de l'Argentina i el Paraguai.

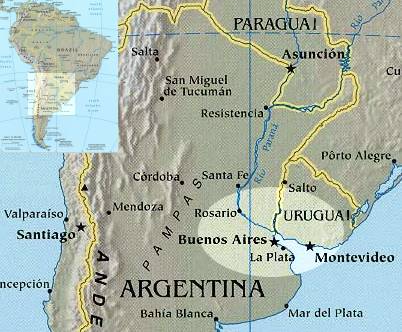
Principals centres urbans on s'utilitza el castellà riuplatenc

Un dels trets distintius - encara que no exclusiu - d'aquesta forma dialectal, és l'ús del voseo.
Exemples:
- Tuteo → "Si tú quieres, lo puedes hacer"
- Voseo → "Si vos querés, lo podés hacer"

- Tuteo → "Haz lo que te mandaron"
- Voseo → "Hacé lo que te mandaron"

El castellà riuplatenc també té com característica la influència dels immigrants italians que van arribar a la regió. Moltes paraules italianes (o derivades de l'italià) són freqüents en el llenguatge quotidià. L'ús de la interjecció "che" també es troba molt en aquesta variant del castellà del Riu de la Plata.
- Conjugació del verb castellà amar

| Castellà estàndard | Riuplatenc           |
| ------------------ | -------------------- |
| Yo amo             | Yo amo               |
| Tú amas            | Vos amás o Tú amás ¹ |
| Él ama             | Él ama               |
| Nosotros amamos    | Nosotros amamos      |
| Vosotros amáis     | Ustedes aman         |
| Ellos aman         | Ellos aman           |

¹ En algunes regions de l'Uruguai.